# Bustillo del Páramo
Bustillo del Páramo is een gemeente in de Spaanse provincie León in de regio Castilië en León met een oppervlakte van 71,77 km². Bustillo del Páramo telt 1.274 inwoners (1 januari 2016).